# Open de Rouen
Open de Rouen este un turneu profesionist de tenis feminin care a fost introdus în 2022 și face parte din circuitul WTA. În 2024, a fost ridicat la nivelul de turneu WTA 250 și se joacă pe terenuri de zgură acoperite în aceeași săptămână cu Porsche Tennis Grand Prix, de nivel WTA 500, din Stuttgart, Germania. Înainte de aceasta, s-a jucat ca turneu de nivel WTA 125 pe terenuri hard indoor, în luna octombrie. Turneul se desfășoară la Kindarena din orașul Rouen din Franța.

## Rezultate

### Simplu
| An          | Campioană         | Finalistă         | Scor           |
| ----------- | ----------------- | ----------------- | -------------- |
| ↓ WTA 125 ↓ |                   |                   |                |
| 2022        | Maryna Zanevska   | Viktorija Golubic | 7–6(8–6), 6–1  |
| 2023        | Viktorija Golubic | Erika Andreeva    | 6–4, 6–1       |
| ↓ WTA 250 ↓ |                   |                   |                |
| 2024        | Sloane Stephens   | Magda Linette     | 6–1, 2–6, 6–2  |
| 2025        | Elina Svitolina   | Olga Danilović    | 6–4, 7–6(10–8) |

### Dublu
| An          | Campioane                            | Finaliste                         | Scor          |
| ----------- | ------------------------------------ | --------------------------------- | ------------- |
| ↓ WTA 125 ↓ |                                      |                                   |               |
| 2022        | Natela Dzalamidze Kamilla Rakhimova  | Misaki Doi Oksana Kalashnikova    | 6–2, 7–5      |
| 2023        | Maia Lumsden Jessika Ponchet         | Anna Bondár Kimberley Zimmermann  | 6–3, 7–6(7–4) |
| ↓ WTA 250 ↓ |                                      |                                   |               |
| 2024        | Tímea Babos Irina Khromacheva        | Naiktha Bains Maia Lumsden        | 6–3, 6–4      |
| 2025        | Aleksandra Krunić Sabrina Santamaria | Irina Khromacheva · Linda Nosková | 6–0, 6–4      |